# Friedrich Wilhelm Räuker

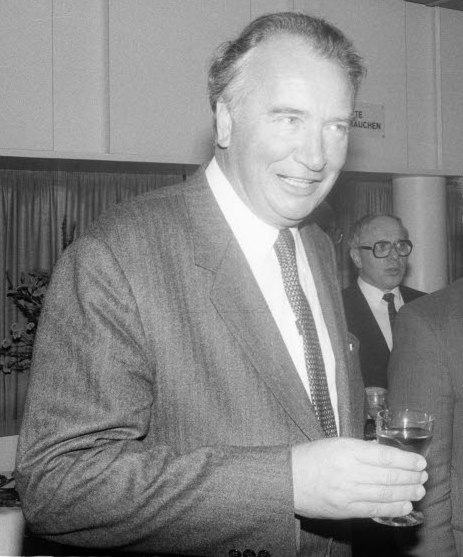
Friedrich Wilhelm Räuker (1981)

Friedrich Wilhelm Räuker (* 1. September 1928 in Bückeburg; † 24. Juni 2015) war ein deutscher Journalist und Rundfunkintendant.

## Leben
Friedrich Wilhelm Räuker besuchte bis 1944 das Gymnasium in Bückeburg und wurde gegen Ende des Krieges noch als Luftwaffenhelfer eingezogen. Er geriet 1945 für einige Monate in amerikanische Kriegsgefangenschaft. Anschließend holte er in Bückeburg sein Abitur nach und arbeitete zunächst als Hilfsdolmetscher. 1949 begann er in Göttingen ein Studium der Philosophie und setzte das Studium in Bonn und Wilhelmshaven mit den Fächern Germanistik, Geschichte, Staats- und Sozialwissenschaften fort. Nebenbei schrieb er für das Göttinger Tageblatt.
1958 begann er als Volontär bei Radio Bremen und stieg dort zum Redakteur und Produktionsgruppenleiter auf. 1963 wechselte er nach einer kurzen Zeit als freier Autor und Mitarbeiter der UFA zum Westdeutschen Rundfunk. Dort wurde er 1965 Abteilungsleiter und 1969 Hauptabteilungsleiter für Erziehung und Wissenschaft im Dritten.
1975 wurde das CDU-Mitglied Räuker Fernseh-Programmdirektor des Norddeutschen Rundfunks (NDR).
1980 wurde er zum Intendanten des NDR gewählt. Von 1984 bis 1986 amtierte er als Vorsitzender der ARD. Nach vielen politischen Auseinandersetzungen innerhalb und außerhalb des Senders und einer Herzoperation trat Räuker 1987 aus gesundheitlichen Gründen zurück.
Friedrich Wilhelm Räuker starb im Juni 2015 im Alter von 86 Jahren.

## Veröffentlichungen
- als Hrsg.: Im fünften Jahrhundert nach Wittenberg – Zur Lage des Protestantismus. Rowohlt Verlag, Reinbek 1970, ISBN 978-3-499-60023-4.
- Was erwarten die Medien von den Christen? Idea, Wetzlar 1983